# Mam Midrina Lalo Midir
Cet article court présente un sujet plus développé dans : Menz Mama Midir et Menz Lalo Midir.
Mam Midrina Lalo Midir était l'un des 105 woredas de la région Amhara, en Éthiopie.
Il faisait partie de la zone Semien Shewa de la région Amhara et  s'est scindé, avant le recensement de 2007, en deux woredas appelés Menz Mama Midir et Menz Lalo Midir.
Son centre administratif était Molale.